# Kvenland
Kvenland o Kwänland era el nombre asignado a un reino de la región del mar Blanco y vecino de Finlandia y Bjarmaland según fuentes nórdicas antiguas, como sagas y otros escritos. El explorador vikingo Ohthere de Hålogaland lo menciona en su relato para Alfredo el Grande y se puede interpretar como un territorio emplazado al este del golfo de Botnia.
Ohthere menciona a los habitantes del reino como kwänen, guerreros que luchaban a veces contra los hombres del norte del otro lado del pantano (posiblemente los vikingos de Swealand); usaban embarcaciones ligeras para cruzar los extensos lagos de la región, por ejemplo el lago Inari, y podían transportarlas por tierra para llegar a otros lagos.
En la saga de Egil Skallagrímson se menciona a Faravid, rey de Kvenland, aliado de Thorolf Kveldulfsson que era un hersir de Noruega que le ayudó a luchar contra las invasiones karelianas; sin embargo en otras sagas que mencionan a Kvenland, Hversu Noregr byggdist y saga Orkneyinga, no hace mención al título de rey para ese territorio.
Norna-Gests þáttr menciona al rey Sigurd Ring y la lucha que mantuvo contra los invasores curonios y «kvenos»; Historia Norwegiæ no cita el emplazamiento exacto del reino pero menciona que son vecinos de los karelianos y bjamer, y Leiðarvísir og borgarskipan (una guía para peregrinos camino a Roma y Jerusalén) también menciona a los «kvenos».
El cronista Adán de Bremen identificó erróneamente Kvenland como una tierra de guerreras amazonas, confundiendo el nombre con kvnenna que en nórdico antiguo significa mujeres y lo tradujo como terra feminarum (tierra de mujeres).

## Jordanes
Jordanes menciona en su obra Getica a la tribu de los vinoviloth, los habitantes de Kvenland, que consideraba como una tribu de los noruegos vinculados a Vingulmark que, sin embargo, no aparecen citados ni referenciados en ninguna otra parte.